# Jack Miller
Jack Peter Miller (sinh ngày 18/01/1995) là một tay đua MotoGP người Úc, đã nhiều lần chiến thắng chặng đua MotoGP. Mùa giải MotoGP 2021 Jack Miller thi đấu cho đội đua Ducati Lenovo Team.

## Sự nghiệp
Mùa giải 2011-2014: Jack Miller thi đấu thể thức Moto3, đoạt chức Á quân mùa giải Moto3 2014
Mùa giải 2015: Jack Miller là một trong số ít các tay đua lên thẳng MotoGP mà không thi đấu thể thức Moto2. Anh đua cho đội vệ tinh LCR của Honda và có được kết quả khá khiêm tốn, chỉ ghi điểm ở 6/18 chặng. Đứng thứ 19 chung cuộc.
Mùa giải 2016-2017: Jack Miller chuyển sang đội đua Marc VDS, một vệ tinh khác của Honda. Anh bất ngờ có được chiến thắng ở chặng đua dưới trời mưa GP Hà Lan 2016. Sau đó thì anh đã bị chấn thương ở GP Áo 2016, phải nghỉ thi đấu nhiều chặng.
Mùa giải 2018-2020: Jack Miller ký hợp đồng trực tiếp với Ducati và được đội đua này cho vệ tinh Pramac mượn trong suốt 3 mùa giải.
Ở chặng đua GP Argentina 2018, Miller giành được pole kỳ lạ nhất trong lịch sử khi mà tất cả các tay đua khác phải lùi xuống phía sau 3 hàng. Tuy nhiên anh chỉ có thể về đích ở vị trí thứ 4. Một dấu ấn đáng nhớ khác của chặng đua này là việc Marc Márquez liên tục bị phạt.
Từ mùa giải 2019, nhờ được cấp chiếc xe tốt hơn nên Miller có thể cạnh tranh và lên podium khá thường xuyên. Mùa giải 2020, mặc dù không giành được chiến thắng nhưng Miller chính là tay đua Ducati lên podium nhiều nhất trong mùa giải. Đặc biệt là ở chặng đua GP Styria, Miller đã tiến rất gần tới chiến thắng nhưng đã bị Miguel Oliveira hớt tay trên vào phút chót.
Mùa giải MotoGP 2021 Jack Miller chuyển lên thi đấu cho đội đua xưởng Ducati. Sau khởi đầu chậm chạp và bị hội chứng chèn ép khoang do gắng sức mạn tính (arm-pump) ở chặng đua GP Doha thì Miller đã tận dụng được việc Fabio Quartararo gặp sự cố để giành chiến thắng GP Tây Ban Nha. Ở chặng đua ngay sau đó-GP Pháp, Miller bị phạt chạy 2 vòng long-lap vì lỗi chạy quá tốc độ trong pitlane vẫn có thể đánh bại Quartararo trên mặt đường ướt để có lần thứ 2 liên tiếp bước lên bục vinh quang.

## Thống kê thành tích
(Tính đến GP Hà Lan 2021)
| Mùa giải | Thể thức | Xe        | Đội đua                  | Số xe | Race | Win | Podium | Pole | FLap | Pts  | Plcd |
| -------- | -------- | --------- | ------------------------ | ----- | ---- | --- | ------ | ---- | ---- | ---- | ---- |
| 2011     | 125cc    | Aprilia   | RZT Racing               | 73    | 6    | 0   | 0      | 0    | 0    | 0    | NC   |
| 2011     | 125cc    | KTM       | Caretta Technology       | 8     | 6    | 0   | 0      | 0    | 0    | 0    | NC   |
| 2012     | Moto3    | Honda     | Caretta Technology       | 8     | 14   | 0   | 0      | 0    | 0    | 17   | 23rd |
| 2013     | Moto3    | FTR Honda | Caretta Technology – RTG | 8     | 17   | 0   | 0      | 0    | 0    | 110  | 7th  |
| 2014     | Moto3    | KTM       | Red Bull KTM Ajo         | 8     | 18   | 6   | 10     | 8    | 1    | 276  | 2nd  |
| 2015     | MotoGP   | Honda     | CWM LCR Honda            | 43    | 18   | 0   | 0      | 0    | 0    | 17   | 19th |
| 2016     | MotoGP   | Honda     | EG 0,0 Marc VDS          | 43    | 13   | 1   | 1      | 0    | 0    | 57   | 18th |
| 2017     | MotoGP   | Honda     | EG 0,0 Marc VDS          | 43    | 17   | 0   | 0      | 0    | 0    | 82   | 11th |
| 2018     | MotoGP   | Ducati    | Pramac Racing            | 43    | 18   | 0   | 0      | 1    | 0    | 91   | 13th |
| 2019     | MotoGP   | Ducati    | Pramac Racing            | 43    | 19   | 0   | 5      | 0    | 1    | 165  | 8th  |
| 2020     | MotoGP   | Ducati    | Pramac Racing            | 43    | 14   | 0   | 4      | 0    | 1    | 132  | 7th  |
| 2021     | MotoGP   | Ducati    | Ducati Lenovo Team       | 43    | 9    | 2   | 3      | 0    | 0    | 100* | 5th* |
| Total    | Total    | Total     | Total                    | Total | 163  | 9   | 23     | 9    | 3    | 1047 |      |